# Штефэнеску, Джордже
Джордже Штефэне́ску (рум. George Stephănescu; (13 декабря 1843, Бухарест — 25 апреля 1925, там же) — румынский композитор, дирижёр, педагог, профессор, один из главных создателей румынской национальной оперы и один из основоположников румынской композиторской школы.

## Биография

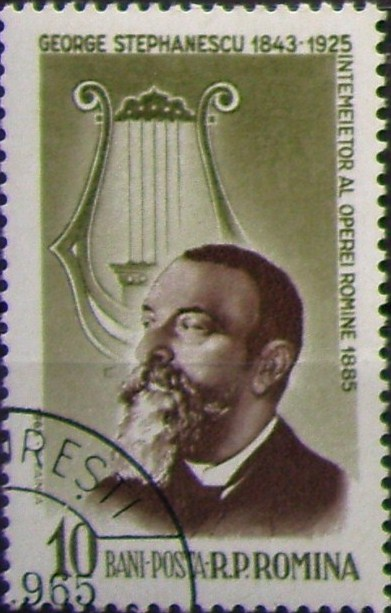
Джордже Штефэнеску на почтовой марке Румынии. 1963 г.

Музыкальное образование получил в Бухарестской (1864—1867) и Парижской консерваториях (1867—1871) (класс композиции Д. Обера и А. Тома).
В 1872—1904 — профессор вокального и оперного классов Бухарестской консерватории; один из основателей национальной вокальной школы. Среди его учеников: Е. Теодорини, Д. Попович-Байрёйт, И. Бэженару, Д. Думитреску и др.
В 1877 году назначен и до 1890 года был дирижёром оркестра и композитором Национального театра в столице.
Обучая оперных певцов в академии, занимался постепенным развитием музыкального репертуара Национального театра: от водевилей и музыкальных комедий, к опере.
Был основателем и дирижёром нескольких профессиональных оперных трупп в Румынии, подготовивших создание национального оперного театра.
В 1885 году организовал в Бухаресте из актёров Национального театра труппу «Румынская опера», объединившую выдающихся румынских певцов — X. Даркле, Е. Теодорини, Г. Габриелеску и других и ставшую основой оперного театра в Румынии.

## Творчество
Д. Штефэнеску — автор опер, оперетт, симфонической и музыки к многим спектаклям. Особенно значителен его вклад в становление оркестровой и камерно-инструментальной музыки.
Создатель первой румынской симфонии (1869).
В качестве либретто и текстов для своих музыкальных композиций использовал произведения многих румынских и зарубежных авторов, среди них, Василе Александри, Михая Эминеску, Траяна Деметреску, Александру Влахуцэ, Виктора Гюго и Альфреда де Мюссе.
С числе его сочинений: музыкальная феерия «Сынзяна и Пепеля» (1880); комическая опера «Тёща» (1890) и «Муж-репей» (1892); оперетты «Комета»; музыка к спектаклям бухарестского Национального театра: «Овидий» Александри, «Пигмалион» Бенжеску, «Эдип-царь», «Электра» Софокла, «Гамлет», «Король Лир» и др.

## Избранные музыкальные произведения
- Symphony in A Major (1869)
- Peste Dunăre (опера, 1880)
- Sânziana şi Pepelea (опера, 1880)
- National Overture (1882)
- Scaiul bărbaţilor (опера, 1885)
- Cometa (опера, 1900)
- Petra (опера, 1902)